# Robin DR 400
Die Robin DR 400 ist ein einmotoriges Leichtflugzeug des Herstellers Robin aus Frankreich. Es handelt sich um einen freitragenden Tiefdecker in Holzbauweise. Charakteristisch sind die nach oben abgewinkelten Außenflügel.

## Geschichte

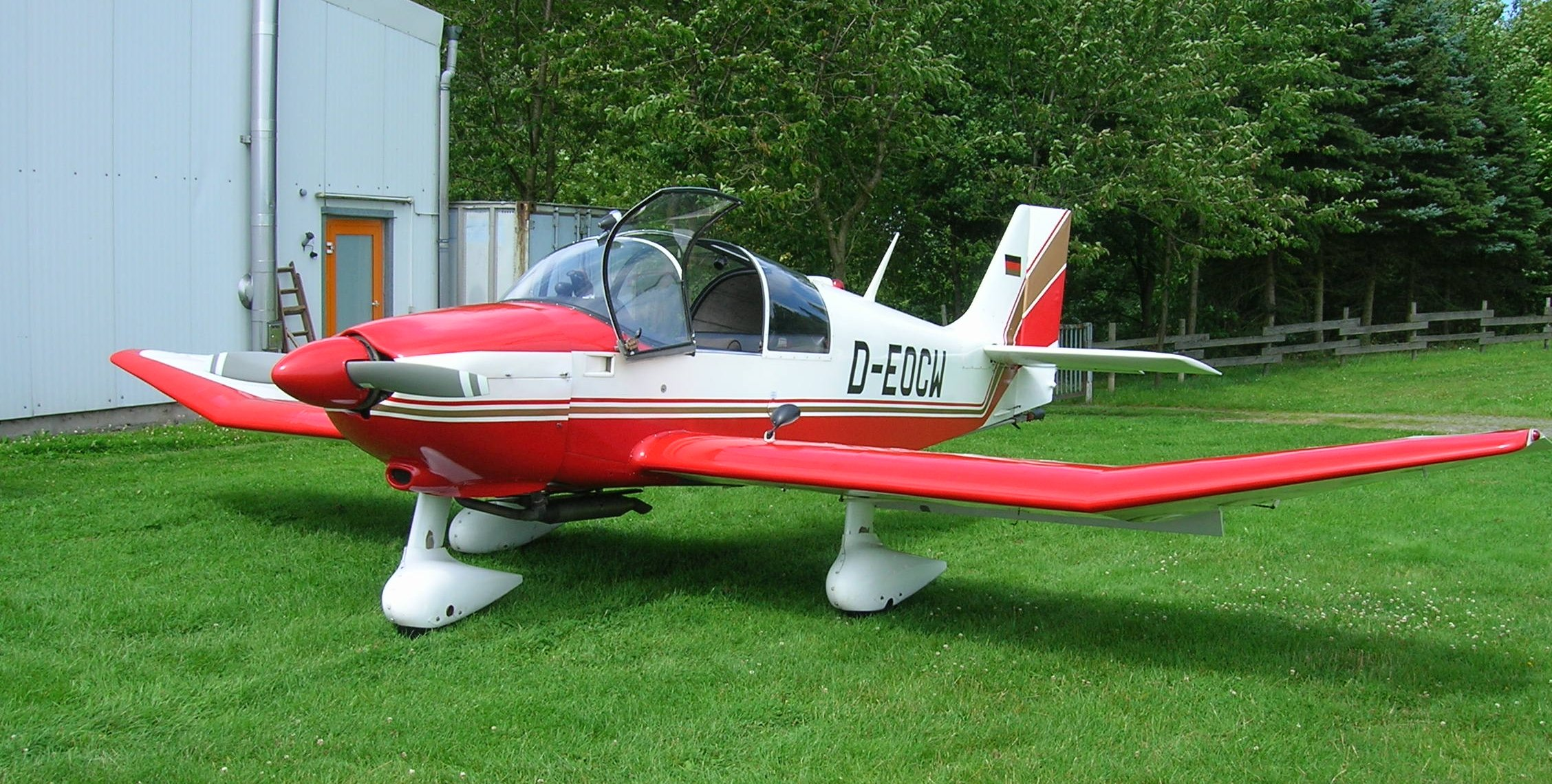
Robin DR 300/180 R mit seitlich aufklappbarer Haube

Die Robin DR 400 ist eine Weiterentwicklung der DR 300-Baureihe des französischen Flugzeugherstellers Centre-Est Aéronautique, die ihrerseits aus der DR 221 Dauphin und der DR 250 Capitaine hervorgegangen war. Die erste Variante DR 340 Major absolvierte ihren Erstflug am 27. Februar 1968. Im Jahr 1972 folgte unter dem neuen Unternehmensnamen Avions Pierre Robin die DR 400, die im Gegensatz zum Vorgängermodell eine nach vorne zu öffnende Schiebehaube hat.
Avions Pierre Robin wurde 1988 von der Apex Group übernommen. Vom Hersteller wurden – neben fertigen Flugzeugen – Rohbauten oder sogar Bauplänen auch dieses komplett aus Holz gebaute Flugzeug angeboten, weshalb weitere neue DR 400 auch über das vorläufige Ende der Produktion hinaus – nach dem Konkurs der Apex Group im September 2008 – privat gebaut wurden. Im September 2011 erreichte das neu gegründete Unternehmen Robin Aircraft wieder die Zulassung als Herstellerbetrieb. Seit 2012 baut Robin New Aircraft die DR 400 in verschiedenen Versionen am Flugplatz Dijon-Darois.
Als Weiterentwicklung der DR 400 gibt es seit 2014 die DR 401. Die größten Veränderungen sind eine im unteren Teil breitere Haube sowie ein neuer Innenraum. Die Avionik kann sowohl aus Zeigerinstrumenten aber auch aus einem kompletten Glascockpit bestehen.

## Konstruktion
Neu im Programm ist eine Version mit dem 155 PS starken Dieselmotor Thielert Centurion 2.0S, deren Flugerprobung im Februar 2010 aufgenommen wurde. Inzwischen liegt für die DR 400 mit diesem Triebwerk auch die Zulassung zum Flugzeugschlepp vor.

## Versionen

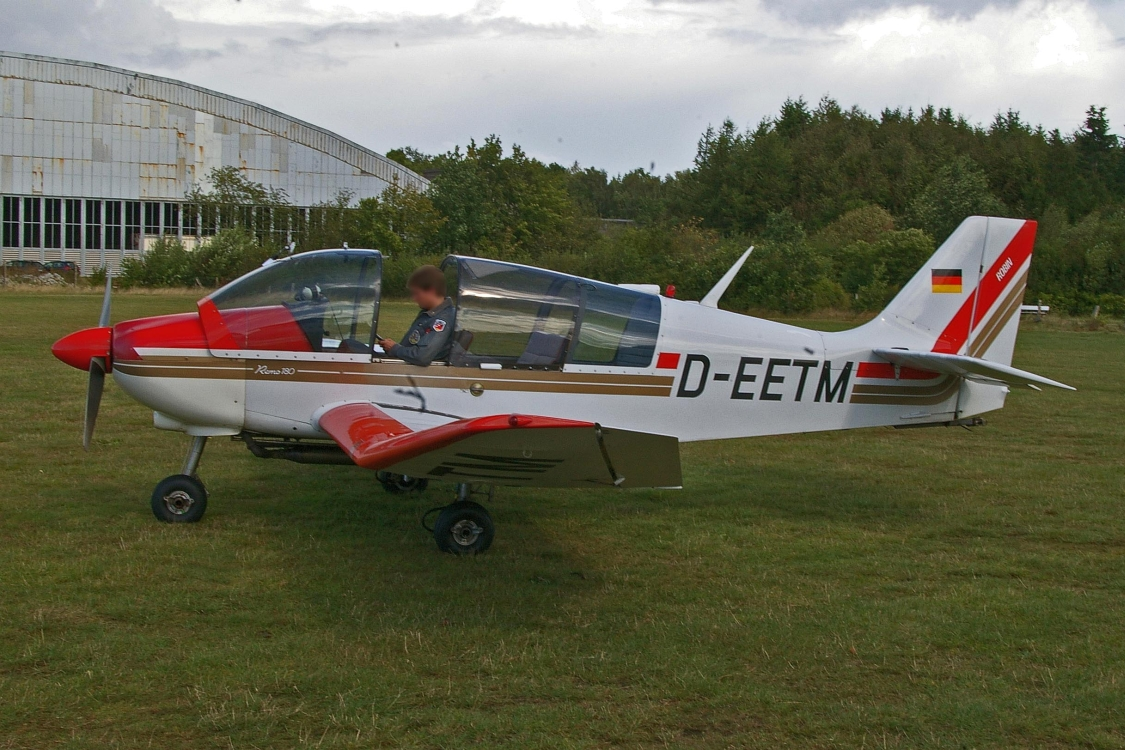
DR 400/180 Remorqueur

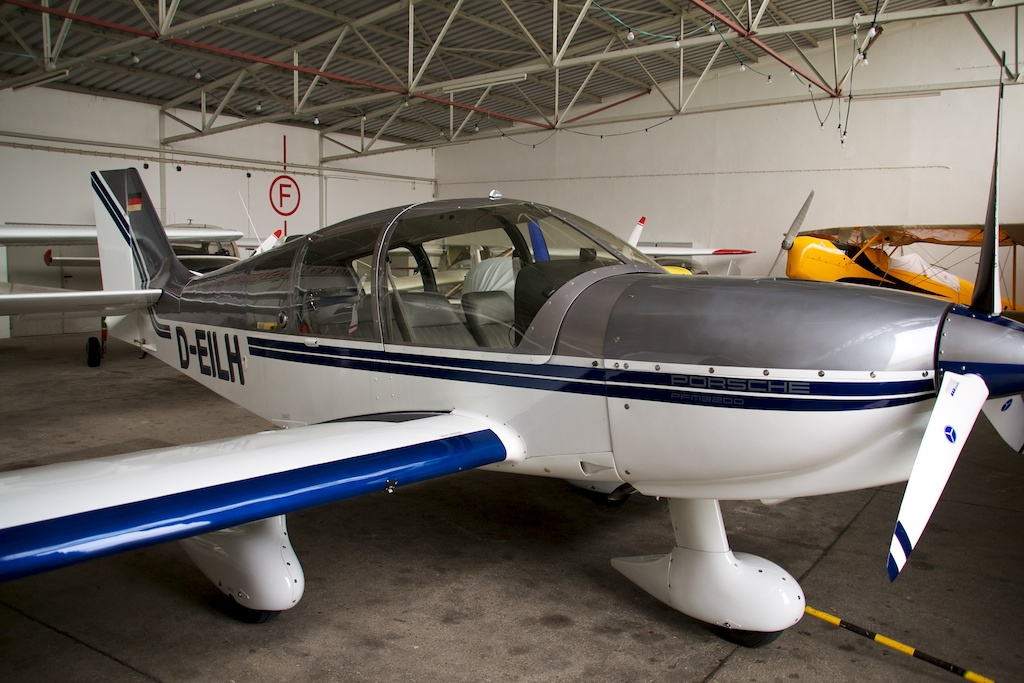
DR 400/RP

Abhängig von der Motorisierung und der Sitzplatzanzahl gab es von diesem Flugzeugtyp folgende Versionen:
- DR 400/120 Dauphin
- DR 400/135 cdi Dauphin
- DR 400/140 Dauphin
- DR 400/140 B Major
- DR 400/160 Régent
- DR 400/180 Régent
- DR 400/200i Président
- DR 400/180R Remorqueur
- DR 400/200R Remorqueur
- DR 400/RP (mit Porsche PFM 3200)
- DR 400RP235 Gomolzig (ehemals mit Porsche PFM 3200)

## Nutzung

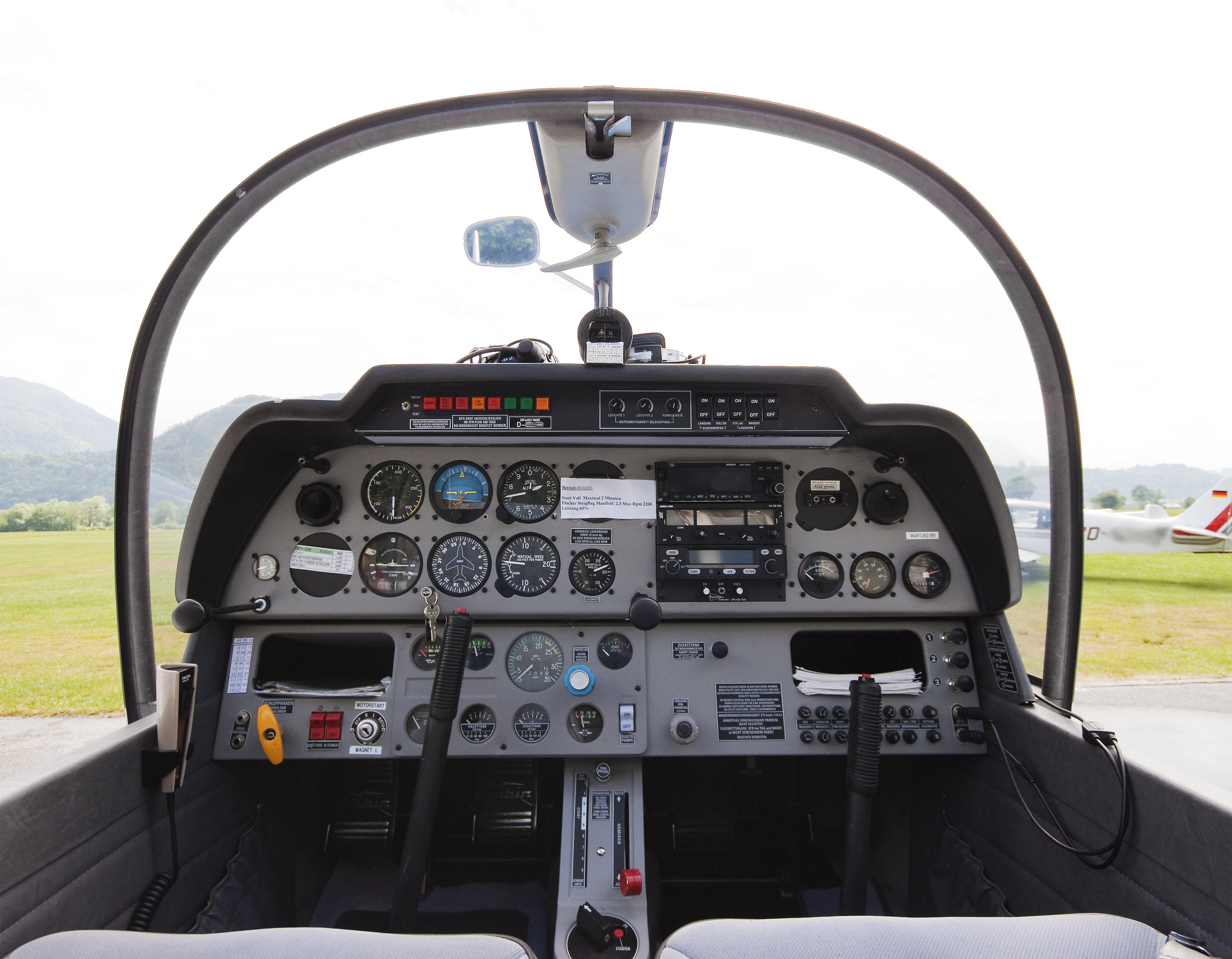
Cockpit einer Robin DR 400/180R

Die abgekürzt Remo (von französisch „Remorqueur“: Schleppschiff/Schleppflugzeug) genannten Flugzeuge sind in Flugvereinen sehr beliebte Flugzeuge für den Schlepp von Segelflugzeugen sowie zum Durchführen von Rundflügen. Besonders Vereine, deren Mitglieder weitere Reisen unternehmen, sind Nutzer der DR 400. Dabei macht sich das durch die Holzbauweise geringe Leergewicht positiv bemerkbar. Im Gegensatz zu vergleichbaren Flugzeugen anderer Hersteller in Metallbauweise ist die DR 400 bei einer möglichen Zuladung von fast 500 kg ein echter Viersitzer.
Die Version DR 400-180 ‚Régent‘ hat den 180 PS (132 kW) starken Motor und zusätzlich zwei Tanks von je 40 Liter in den Flügeln. Mit den insgesamt 190 Litern Treibstoff sind mit vier Personen samt Gepäck Flüge von bis zu 1100 km (mit 30 Minuten Reserve) möglich.
Besonders beliebt ist die DR 400 bei Vereinen in den französischen Alpen. Die durch das relativ geringe Leergewicht hohe Steigleistung ermöglicht auch an sommerlich warmen oder heißen Tagen Starts von Altiports (Gebirgsflugplätzen) wie Megève, Courchevel oder Méribel.

## Technische Daten

Dreiseitenansicht

| Kenngröße             | DR 400/180                                  | DR 400/200R                              |
| --------------------- | ------------------------------------------- | ---------------------------------------- |
| Besatzung             | 1                                           | 1                                        |
| Passagiere            | 3                                           | 3                                        |
| Länge                 | 6,96 m                                      | 6,96 m                                   |
| Spannweite            | 8,72 m                                      | 8,72 m                                   |
| Höhe                  | 2,23 m                                      | 2,23 m                                   |
| Flügelfläche          | 14,2 m²                                     | 14,2 m²                                  |
| Flügelstreckung       | 5,4                                         | 5,4                                      |
| max. Startmasse       | 1000 kg / 1100 kg (Régent)                  | 1180 kg                                  |
| Antrieb               | 1 × Lycoming O-360-A3A; 180 PS (ca. 130 kW) | 1 × Lycoming IO 360; 200 PS (ca. 150 kW) |
| Höchstgeschwindigkeit | 260 km/h                                    | 340 km/h                                 |
| Dienstgipfelhöhe      | 4720 m                                      |                                          |
| Reichweite            | 1085 km                                     | 1130 km                                  |